# El Muso

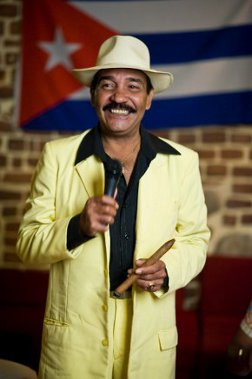
El Muso

El Muso (Rolando Montero Tamayo) (ur. 9 czerwca 1952 w Las Tunas we wschodniej części Kuby) – wokalista śpiewający kubańskie son (salsa) i bolero. Nagrał 13 płyt – 11 na Kubie, jedną w Panamie i jedną w Stanach Zjednoczonych. Kubańscy krytycy muzyczni uznali El Muso za jednego z najbardziej charyzmatycznych piosenkarzy wykonujących son, bolero i improwizacje.
Bardzo młodo, bo już w wieku 14 lat zaczął profesjonalnie zajmować się muzyką i stało się to jego sposobem na życie. Karierę rozpoczął z zespołem Nueva Ilusion. Pierwszą płytę nagrał w 1973 roku z zespołem Los Chuqui, a ich utwór „Perfecta combinacion” trafił na listy przebojów. Sława El Muso nabrała szybszego tempa dopiero po przeprowadzce do Hawany w 1975 roku. Założył zespół Roberto Faz i nagranym z nimi hitem „El Menu” w 1984 osiągnął szczyt popularności. Piosenka królowała na kubańskiej liście przebojów przez wiele miesięcy, a artysta stał się rozpoznawalny na ulicach. Do dziś na wszystkich koncertach publiczność domaga się wykonania właśnie tego utworu.
Po sukcesie „El Menu” gwiazda rozpoczęła karierę poza granicami Kuby – w Meksyku, Panamie, Peru, Boliwii, Dominikanie, Kolumbii i już jako solista w Stanach Zjednoczonych. Później El Muso występował z zespołami Sonora de laito i El Muso y Gran Sonora. Obecnie śpiewa z Sonora Tradicion Cubana.
El Muso był zapraszany do koncertowania z wieloma kubańskimi wokalistami i muzykami. Wielokrotnie śpiewał w duecie z uczestnikami projektu Buena Vista Social Club, m.in. z Omarą Portuondo (ostatni wspólny występ – 2009 r.), Ibrahimem Ferrerem czy Pio Leyvą.
Mimo że El Muso nie ma wykształcenia muzycznego, sam pisze teksty i komponuje melodie do swoich piosenek. Chętnie dzieli się swoim doświadczeniem muzycznym z młodymi artystami. Był jednym z jurorów w programie telewizyjnym „Buscando al sonero”, odpowiedniku polskiego „Idola”. Ocenia talenty także na międzynarodowym festiwalu bolero – „Bolero de Oro”, który odbywa się na Kubie.
W sierpniu 2010 roku El Muso po raz pierwszy w swojej karierze wystąpi w Europie, dając dwa koncerty we Wrocławiu.
Artysta przyleciał do Polski na zaproszenie wrocławskiego klubu Los Cubanitos.